# Taudactylus acutirostris
A Taudactylus acutirostris a kétéltűek (Amphibia) osztályának békák (Anura) rendjébe, a Myobatrachidae családba, azon belül a Taudactylus nembe tartozó faj.

## Előfordulása
Ausztrália endemikus faja. Queensland állam északi részén, a Graham-hegytől a Big Tableland hegységig, 300–1300 m-es magasságon volt honos. A faj előfordulási területe kevesebb mint 9000 km² volt.
Napközbeni életmódja és korábbi gyakorisága miatt a felvidéki esőerdők patakjainak feltűnő lakója, a faj 1988-ban kezdett eltűnni elterjedési területének déli részén, és 1992-re eltűnt a Daintree esőerdő déli részéről is. Korábban a faj helyenként gyakorinak számított, 1989-ben 48 hímet regisztráltak egy 100 méteres patakmetszet mentén. Amikor 1990-ben felméréseket végeztek a területen, csak egy kifejlett egyedet és néhány ebihalat találtak. A faj visszaszorulása jól dokumentált, 1988 és 1993 között körülbelül öt év alatt eltűnt egy körülbelül 2o30' szélességi kört átfogó területről. A faj egyedének egyetlen észlelése a South Johnstone R. egy kis mellékfolyójában 1996-ban, valamint 1997-ben egy petékkel teli nőstény észlelése a Hartley-hegy közelében az egyetlen adat a fajról 1994 óta.

## Megjelenése
Kis termetű békafaj, testhossza elérheti a 3 cm-t. Háta barna vagy sárgásbarna, kis sötétbarna foltokkal. Az orra hegyétől az ágyékáig halvány csík húzódik, amely alatt az oldal és a fej sötétbarna vagy fekete színű, a hát színétől világosan elkülönülve. Az orra nagyon hegyes, ami az ausztráliai békáknál ritka tulajdonság. Erről a jellegzetességéről kapta angol nevét, ami a Sharp snouted day frog.  A hasa fehér, barna foltokkal. Pupillája vízszintes, a szivárványhártya arany- és barna színű. A lábakon sötét vízszintes sávok húzódnak. Ujjai között nincs úszóhártya, ujjai végén apró korongok vannak.

## Életmódja
A szaporodást tavasztól nyárig tartó időszakban észlelték. A nőstény a petéket kis csomókban, a vízfelszín alatti sziklákhoz tapasztja. Az ebihalak jellemzően 3,5 cm hosszúak és sötétbarna színűek. Gyakran maradnak a víztestek alján, és szájszerveikkel a sziklákhoz tapadnak, hogy az áramló víz ne sodorja el őket. Nem ismert, hogy mennyi idő alatt fejlődnek békává.

## Természetvédelmi helyzete
A vörös lista a kihalt fajok között tartja nyilván.
Az eltűnés okai továbbra is ismeretlenek. Richards és munkatársai 1993-ban nem találtak egyértelmű bizonyítékot arra, hogy az aszály, az áradások, az élőhely pusztulása vagy a peszticidek, szervetlen ionok vagy nehézfémek okozta szennyezés lenne felelős a populáció csökkenéséért. A Big Tablelanden, azon a területen, ahol a Taudactylus acutirostris faj 1991-1992-ben a legnagyobb sűrűségű volt, 1887 óta folyik bányászat,  és a fakitermelés 1963-ban szűnt meg ezen a területen. A jelenlegi kutatások azt a lehetőséget vizsgálják, hogy betegség, például vírusfertőzés vagy Chytrid gomba okozhatta e faj visszaszorulását. Az, hogy a nagyon kis, elszigetelt populációk milyen hatással lehetnek a faj helyreállására, még nagyrészt ismeretlen, de magában foglalhatja az alacsony genetikai variabilitást, a betegségekre való fokozott fogékonyságot és az általános demográfiai instabilitást.